# Crocidura baileyi
Crocidura baileyi е вид бозайник от семейство Земеровкови (Soricidae). Видът е застрашен от изчезване.

## Разпространение
Разпространен е в Етиопия.